# Liste der Gemeindeverbände im Département Hauts-de-Seine
Das Département Hauts-de-Seine liegt in der Region Île-de-France in Frankreich. Es untergliedert sich in fünf Gemeindeverbände.
Siehe auch: Liste der Gemeinden im Département Hauts-de-Seine

## Gemeindeverbände

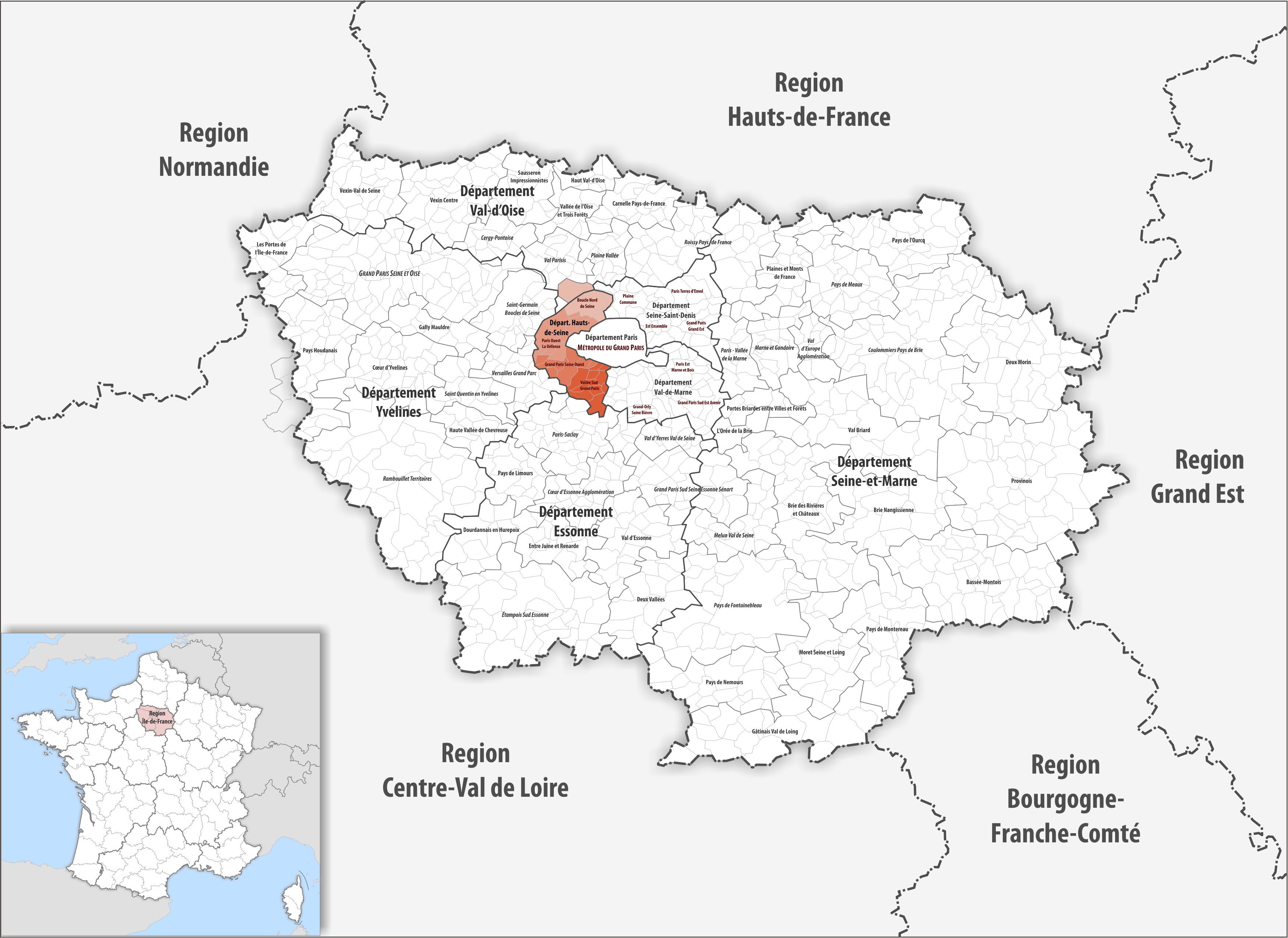
Gemeindeverbände im Département Hauts-de-Seine

| Gemeindeverband          | Gemeinden im Départ./Verband | Einwohner 1. Januar 2022 | Fläche km² | Dichte Einw./km² | SIREN- Nummer | Rechtsform                       | Gründungsdatum |
| ------------------------ | ---------------------------- | ------------------------ | ---------- | ---------------- | ------------- | -------------------------------- | -------------- |
| Boucle Nord de Seine     | 6/7                          | 462.687                  | 49,69      | 9.311            | 200 057 990   | Établissement public territorial | 1. Januar 2016 |
| Grand Paris Seine Ouest  | 8/8                          | 322.362                  | 36,49      | 8.834            | 200 057 974   | Établissement public territorial | 1. Januar 2016 |
| Métropole du Grand Paris | 36/130                       | 7.115.576                | 814,24     | 8.739            | 200 054 781   | Métropole                        | 1. Januar 2016 |
| Paris Ouest La Défense   | 11/11                        | 573.939                  | 59,29      | 9.680            | 200 057 982   | Établissement public territorial | 1. Januar 2016 |
| Vallée Sud-Grand Paris   | 11/11                        | 411.601                  | 47,36      | 8.691            | 200 057 966   | Établissement public territorial | 1. Januar 2016 |